# 成多禄
成多禄（1864年—1928年）字竹山，号澹堪，祖籍山西太原，后迁吉林九台县其塔木（今九台区其塔木镇成家村）。清朝及中华民国政治人物、书法家、“东北四大书家”之一。和宋少濂、徐鼐霖并称“吉林三杰”。

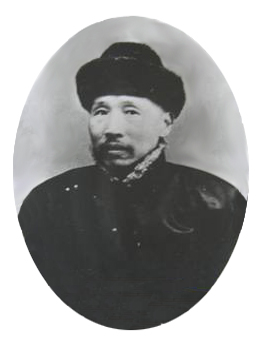

## 生平

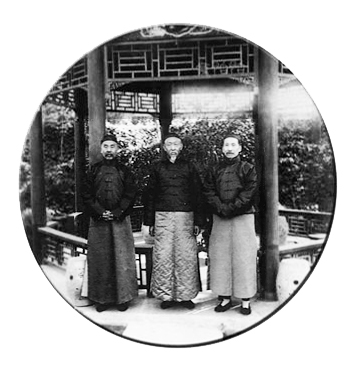
1924年，徐鼐霖（左）、宋少濂（中）、成多禄（右）于北京宋氏“止园”内留影。

成多禄16岁中秀才，22岁成为光绪乙西科拔贡。曾入吉林崇文书院，和宋少濂、徐鼐霖是学友。光绪三十一年（1905年），成多禄出任黑龙江绥化府知府，任职三年。
中华民国成立后，民国五年（1916年），成多禄当选吉林省第二届参议员。同年，成多禄赴北京任职，历任北洋政府教育部审核处处长，图书馆副馆长。
1928年，成多禄逝世。

## 著作
- 《澹堪诗草》
- 《澹堪居士年谱稿》[1]